# Saaleplatte
Saaleplatte település Németországban, azon belül Türingiában. Lakosainak száma 2862 fő (2017. december 31.). Saaleplatte Bad Sulza községgel határos.

## Népesség
A település népességének változása:

| 2017 | 2 862 |